# Де Пиньо де Соуза, Роберт
Роберт де Пи́ньо де Со́уза (порт.-браз. Robert de Pinho de Souza; 27 февраля 1981, Салвадор) — бразильский футболист, нападающий.

## Карьера
Роберт начал карьеру в клубе «Коритиба» в 1999 году. Проведя два сезона в «Коритибе», Роберт перешёл в клуб «Ботафого» из города Рибейран-Прету, за который выступал лишь в чемпионате штата Сан-Паулу, забив 6 голов. В ноябре 2001 года Роберт перешёл в швейцарский клуб «Серветт», за который провёл 19 матчей и забил 6 голов. 16 сентября 2002 года Роберт подписал контракт с клубом «Сан-Каэтано», за который провёл 27 матчей и забил 3 гола.

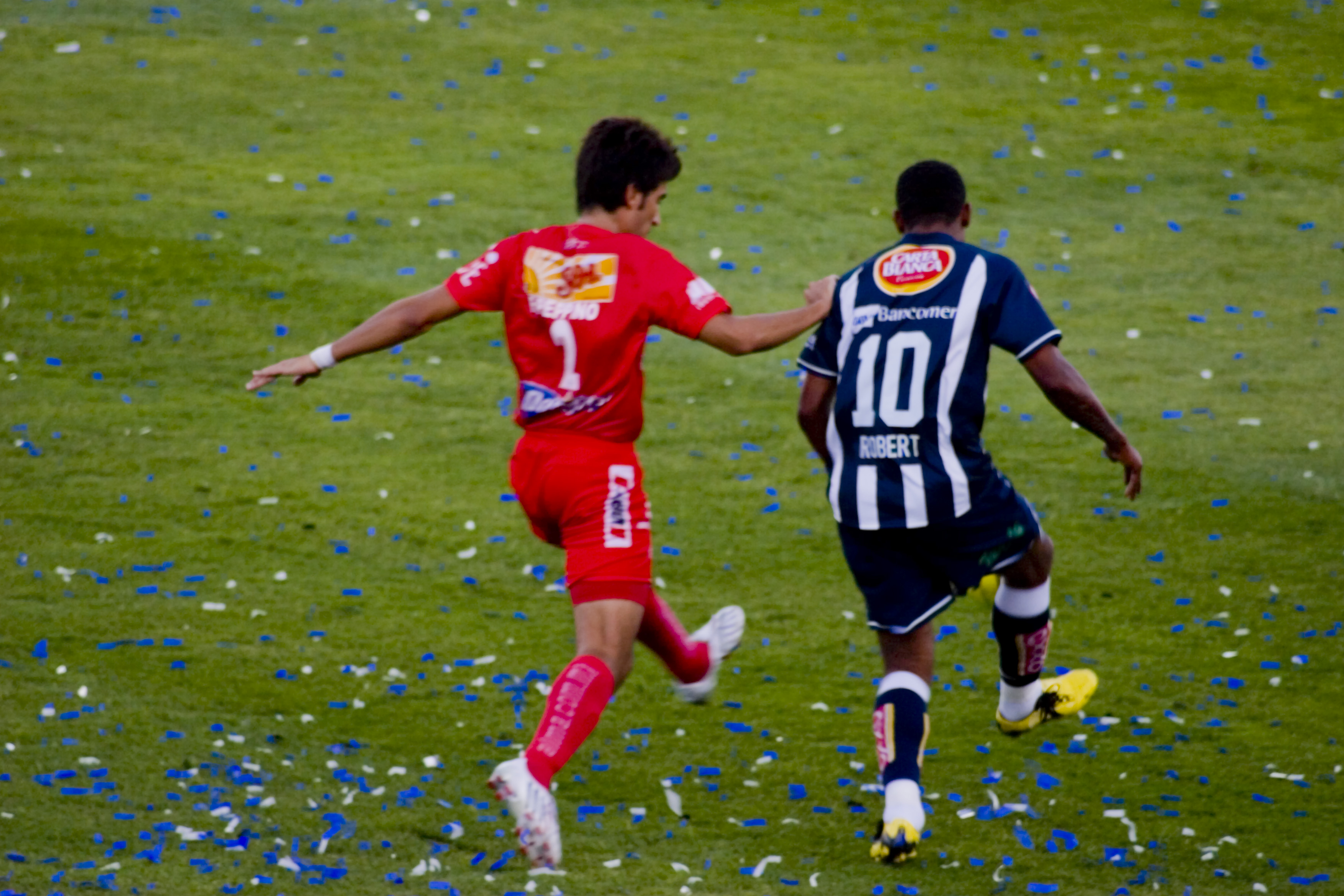
Роберт (справа) в игре за «Монтеррей»

13 марта 2003 года Роберт подписал контракт с московским «Спартаком», 14 марта дебютировал в составе команды в матче дублирующего состава «красно-белых» с «Торпедо-Металлургом», проведя на поле 45 минут. 23 марта в третьей игре за основной состав «Спартака», против «Алании», Роберту сломали нос, из-за чего бразилец был вынужден играть в защитной маске, а затем Роберт получил травму колена из-за игры на непривычном искусственном покрытии. В результате Роберт провёл за «Спартак» лишь полгода, проведя 10 матчей, в 5-ти из которых вышел на замену, и забил 2 гола, из них провёл две игры на Кубок Премьер-Лиги, в одном из которых забил гол.
Из «Спартака» Роберт уехал в аренду в Японию, в клуб «Кавасаки Фронтале», за который провёл 16 матчей и забил 6 голов. В 2004 году он перешёл в мексиканский клуб «Атлас», дебютировав в команде 17 января в матче с «Пуэблой». В первый же сезон в Клаусуре Роберт забил 16 голов в 21 игре, а затем 17 голов в 23 матчах Апертуры, приведя свой клуб к полуфиналу чемпионата Мексики. Всего за клуб он забил 33 гола в 44 матчах.
В январе 2005 года Роберт был куплен клубом ПСВ за 5 млн евро, подписав контракт на 3,5 года. Переход вызван гнев болельщиков «Пуэблы». Он дебютировал в команде в матче Кубка Нидерландов с «ТОП Осс», сразу забив 3 гола. За ПСВ Роберт провёл 15 игр и забил 2 гола, также отличился в ответном матче 1/4 финала Лиги чемпионов с «Лионом», забив пенальти в послематчевой серии. В январе 2006 года Роберт перешёл на правах аренды в «Реал Бетис», заплативший 500 тыс. евро. В первом сезоне за «Бетис» Роберт забил 7 голов в 19-ти матчах, став лучшим бомбардиром команды в сезоне, после чего севильский клуб выкупил трансфер бразильца за 3,5 млн евро. Во второй год он забил 9 голов в 29-ти играх, после чего 22 августа в статусе свободного агента перешёл в «Аль-Иттихад».
4 декабря 2007 года Роберт вернулся в Мексику, заключив контракт с клубом «Монтеррей», будучи купленным в пару к Умберто Суасо. Но в «Монтеррее» Роберт так и не смог отличиться, проведя 14 матчей, после чего был отдан в аренду, сначала в клуб «Эстудиантес Текос», а затем в «Америку», во время игры за которую получил тяжёлую травму левого плеча. 5 августа 2009 года Роберт был арендован «Палмейрасом» сроком на 6 месяцев. Он ушёл из клуба из конфликта с главным тренером команды, Антонио Карлосом Заго, после чего 3 июня 2010 подписал контракт с «Крузейро».
17 февраля 2011 года он, на правах аренды, перешёл в клуб «Баия».
16 января 2012 года бразилец перешёл в южнокорейский клуб «Чеджу Юнайтед». 6 августа того же года он подписал договор с клубом «Сеара» сроком до конца года.
В январе 2015 года Роберт перешёл в клуб «Сампайо Корреа», за которую он провёл 23 матча и забил 21 гол. 18 июня 2015 года футболист подписал годичный договор с клубом «Витория».
11 июня 2016 года Роберт заключил контракт с клубом «Парана». На презентации он сказал: «Я хочу творить здесь историю. Я хочу забить как минимум двадцать голов в этом чемпионате». За клуб он сыграл в 10 матчах и не забил ни одного гола. Но уже в августе он уехал на Мальту, подписав соглашение с местной командой «Гзира Юнайтед».
В июне 2018 года нападающий стал игроком клуба «Португеза Деспортос». 10 августа 2018 года Роберт подписал контракт с «Флорестой».

## Достижения

### Командные
- Чемпион штата Парана: 1999
- Чемпион Нидерландов: 2004/2005
- Обладатель Кубка Нидерландов: 2005
- Чемпион штата Баия: 2016

Обладатель Кубка России 2002/03

### Личные
- Лучший бомбардир чемпионата Мексики: 2004 (Клаусура, 32 гола)
- Лучший бомбардир чемпионата штата Сеара: 2014 (21 гол)

## Личная жизнь
Роберт женат на Айлане. У них трое детей.